# Charles Thomas August Dallery
Charles Thomas August Dallery (Amiens, 4 de setembre de 1754 - Jouy-en-Josas, 1 de juny de 1835) fou un mecànic francès.
Era fill del constructor d'orgues Charles Dallery i oncle del també constructor d'instruments musicals Pierre Dallery. Dotat de disposicions naturals per a la mecànica als dotze anys construïa petits rellotges d'equació, i més tard es dedicà a la professió dels seu pare i introduí algunes millores en la part mecànica dels orgues, confiant-se-li la construcció d'un de colossals dimensions per a la catedral d'Amiens, pel qual se li oferiren 400.000 francs; però hi ha d'haver un error en aquesta suma, ja que en l'època que vivia Dallery, i encara més tard, mai es pagà per un orgue una quantitat semblant, qualsevulla que fossin les seves proporcions. Sigui com sigui no arribà a construir l'orgue en qüestió, a causa, sens dubte, de la crisi per la qual travessà l'Església durant la Revolució.
Llavors Dallery dedicà el seu talent a perfeccionar les arpes i inventà un sistema per a produir els semi-tons sense el fregament que tant desagradable efecte causava, invent del que s'aprofità una altra arpista poc escrupolós. El seu verdader títol de glòria fou, tanmateix, haver estat el primer a aplicar pràcticament l'hèlice a la navegació de vapor. En efecte, després dels assaigs poc afortunats de Du Quet, Bernoulli, Pancton i Littleton, Dallery feu construir el 1803 un vaixell de vapor pagant ell les despeses, i encara que els assaigs fracassaren per imperfeccions en el mecanisme de la força motriu, el primer pas ja estava donat, i si l'inventor hagués rebut la deguda protecció, la seva sort hauria estat diferent, però el govern li negà tots els subsidis i el desgraciat inventor que havia esgotat tots els seus recursos, no va poder continuar els seus estudis i acabà per destruir el vaixell i trencar la patent que se li havia concedit, en la qual si consignava altres invents d'importància.
Posteriorment es va rehabilitar la seva memòria, perquè el 1844 M. Chopin, gendre de Dallery, presentà a l'Acadèmia de Ciències una memòria acompanyada de totes les peces justificatives, fent constar llavors una comissió nomenada per aquell organisme i de la qual formaven part Aragó, Poncelet, Dupin i Morris, la prioritat d'invenció de Dallery, en el sistema de navegació a vapor i a hèlix